# Metaética
Metaética é o ramo da ética que estuda a natureza das propriedades, afirmações, julgamentos e atitudes éticas. É um dos quatro ramos tradicionais da ética (os outros são ética descritiva, ética normativa e ética aplicada).
A ética normativa, por exemplo, pergunta "o que devo fazer?", enquanto a metaética pergunta "o que é o bem?" e "como posso diferenciar o certo do errado?", tentando entender a natureza das propriedades e julgamentos éticos.
Alguns teóricos defendem que é necessária alguma forma de moralidade metafísica para que possamos julgar a moral existente; outros argumentam que é necessário um estudo prévio das diferentes formas de moral vigentes para, então, ser possível se formular uma moral metafísica.

## Questões da metaética
Segundo Richard Garner e Bernard Rosen,, existem três tipos de problemas metaéticos, ou três questões gerais:
1. Qual o significado dos termos e juízos morais?
2. Qual a natureza dos juízos morais?
3. Como os juízos morais podem ser apoiados e defendidos?

Uma questão do primeiro tipo envolve questões como: "O que as palavras 'bom', 'mal', 'certo' e 'errado' significam?". A segunda categoria inclui questões como se os julgamentos morais são universais ou relativos, ou se existe algum tipo de pluralismo valorativo. Questões do terceiro tipo perguntam, por exemplo, como nós podemos saber se algo é certo ou errado. Garner e Rosen dizem que as respostas destas três perguntas básicas "não são dissociáveis e, algumas vezes, a resposta de uma implica fortemente na resposta de outra".

## Teorias semânticas
Essas teorias enfocam na primeira das três perguntas acima: "Qual é o significado de termos ou juízos morais?" Eles podem, no entanto, implicar ou mesmo  acarretar em respostas para as outras duas perguntas também.
- Teorias cognitivistas sustentam que as sentenças morais avaliativas expressam proposições (ou seja, são capazes de serem ou verdadeiras ou falsas), em oposição a não cognitivismo.
  - Realismo moral (no sentido robusto; veja universalismo moral para o sentido minimalista) sustenta que tais proposições são robusta, no sentido que são fatos independentes da mente, ou seja, não são sujeitos a opinião subjetiva de qualquer pessoa ou grupo, mas sobre características objetivas do mundo. O realismo tem duas vertentes principais:
    - Naturalismo ético sustenta que existem propriedades morais objetivas e que essas propriedades são redutíveis ou mantêm alguma relação metafísica (como superveniência) com propriedades inteiramente não-éticas. A maioria dos naturalistas éticos sustenta que temos conhecimento empírico das verdades morais. O naturalismo ético foi implicitamente assumido por muitos teóricos éticos modernos, particularmente utilitaristas.
    - Não-naturalismo ético, conforme apresentado por G. E. Moore, sustenta que existem propriedades morais objetivas e "irredutíveis" (como a propriedade da "bondade"), e que às vezes temos a consciência intuitiva ou a priori  das propriedades morais ou das verdades morais. O argumento de Moore contra o que ele considerava a falácia naturalista foi o principal responsável pelo nascimento da pesquisa metaética na filosofia analítica contemporânea.

  - Subjetivismo Ético é uma forma de antirrealismo moral. Esta defende que as afirmações morais são tornadas verdadeiras ou falsas pelas atitudes e / ou convenções das pessoas, sejam as de cada sociedade, as de cada indivíduo ou as de algum indivíduo em particular. A maioria das formas de subjetivismo ético é relativista, porém algumas são notávelmente universalistas:
    - Teoria do observador ideal sustenta que o que é certo é determinado pelas atitudes que um hipotético observador ideal teria. Um observador ideal é geralmente caracterizado como um ser perfeitamente racional, imaginativo e informado, entre outras coisas. Embora seja uma teoria subjetivista devido à sua referência a um sujeito em particular (embora um sujeito hipotético), a Teoria do Observador Ideal pretende fornecer respostas universais a questões morais.
    - Teoria do comando divino sustenta que para uma coisa ser correta para um sujeito em particular, Deus, deve aprová-la, e que o que é certo para seres que não ouvem Deus é devido a obediência à vontade divina. Essa visão foi criticada por Platão em Eutífron (veja o Dilema de Eutífron), porém mantém alguns defensores modernos (Robert Adams, Philip Quinn e outros). Assim como a Teoria do Observador Ideal, a Teoria do Comando Divino pretende ser universalista apesar de seu subjetivismo.

  - Teoria do erro, outra forma de antirrealismo moral, sustenta que, embora as afirmações éticas expressem proposições, todas essas proposições são falsas. Assim, tanto a afirmação "Assassinato é moralmente errado" quanto a afirmação "Assassinato é moralmente admissível" são falsas, de acordo com a teoria dos erros. J. L. Mackie é provavelmente o proponente mais conhecido dessa visão. Como a teoria do erro nega a existência de verdades morais, a teoria do erro implica niilismo moral e, portanto, ceticismo moral; no entanto, nem o niilismo moral nem o ceticismo moral implicam a teoria do erro.
- Teorias não cognitivistas sustentam que sentenças éticas não são verdadeiras nem falsas, porque não expressam proposições genuínas. O não-cognitivismo é outra forma de antirrealismo moral. A maioria das formas de não-cognitivismo também são formas de expressivismo, no entanto, algumas como Mark Timmons e Terrence Horgan distinguem as duas e permitem a possibilidade de formas cognitivistas de expressivismo.
  - Emotivismo, defendido por A. J. Ayer e Charles Stevenson, afirma que sentenças éticas são apenas para expressar emoções. Ayer argumenta que sentenças éticas são expressões de aprovação ou desaprovação, e não afirmações. Então "Matar está errado" significa algo como "Ugh! Cruzes! Credo! Que horror!".
  - Quase-realismo, defendido por Simon Blackburn, sustenta que as afirmações éticas se comportam linguisticamente da mesma forma que afirmações sobre fatos, podendo se usar os termos "verdadeiro" e "falso", mesmo que não exista fatos éticos para eles corresponderem. Projectivismo e ficcionalismo moral são teorias relacionadas.
  - Prescritivismo Universal, defendido por R. M. Hare, sustenta que as afirmações morais em vez de expressar proposições, funcionam com sentenças imperativas universalizadas. Então "Matar está errado" significa o imperativo "Não mate!";